# 圣伊莱尔莱普拉斯
圣伊莱尔莱普拉斯（法語：Saint-Hilaire-les-Places，法語發音：[sɛ̃.t‿ilɛʁ le plas]）是法国新阿基坦大区上维埃纳省的一个市镇，位于该省南部，属于利摩日区。

## 地理
圣伊莱尔莱普拉斯（45°38'42"N, 1°9'33"E）面积23.06 平方千米，位于法国新阿基坦大区上维埃纳省，该省份为法国中西部省份，北起顺时针与安德尔省、克勒兹省、科雷兹省、多爾多涅省、夏朗德省和维埃纳省接壤。
与圣伊莱尔莱普拉斯接壤的市镇（或旧市镇、城区）包括：比西耶尔加朗、拉迪尼亚克勒隆、拉梅兹、内克松、里亚克拉斯图尔。

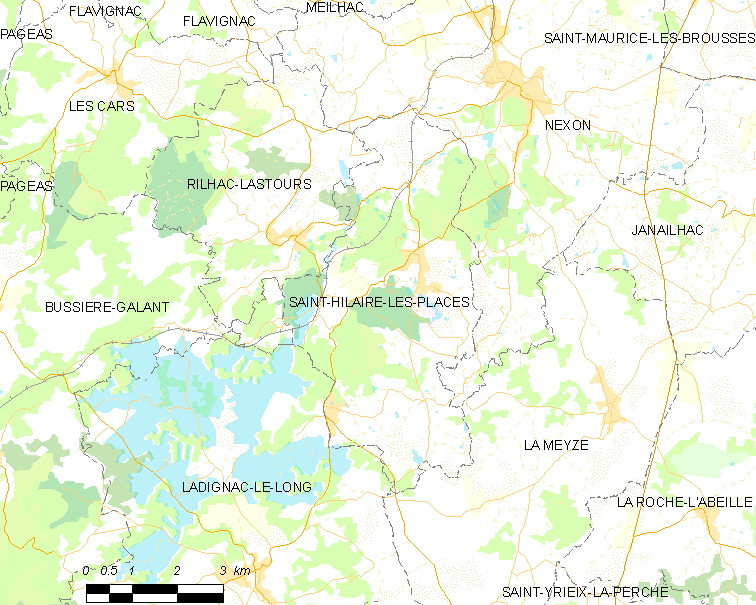
圣伊莱尔莱普拉斯的OSM定位图

圣伊莱尔莱普拉斯的时区为UTC+01:00、UTC+02:00（夏令时）。

## 行政
圣伊莱尔莱普拉斯的邮政编码为87800，INSEE市镇编码为87150。

## 政治
圣伊莱尔莱普拉斯所属的省级选区为圣伊里耶拉佩尔什县。

## 人口

1962-2008年间圣伊莱尔莱普拉斯人口变化图示

圣伊莱尔莱普拉斯于2022年1月1日时的人口数量为830人。